# Държавно устройство на Австрия
Австрия е федеративна парламентарна република.
Президентът на Австрия се избира за срок от 6 години. Парламентът е двукамерен. Горната камара се състои се от „Национален съвет“ (183 депутати, избирани за 4 години) и Долната камара от „Федерален съвет“ (63 депутати, избирани за 4 години). Начело на правителството стои федерален канцлер. федеративна република. Държавен глава – президент, избиран за 6 г. чрез пряко и тайно гласуване. Законодателен орган – Федерално събрание (двукамарен парламент). Изпълнителен орган – правителство, ръководено от канцлер, назначаван от президента. Всяка провинция има своя конституция и свой парламент.

## Законодателна власт
Парламентът е двукамерен. Горната камара се състои се от „Национален съвет“ (183 депутата, избирани за 4 години) и Долната камара от „Федерален съвет“ (63 депутати, избирани за 4 години). Начело на правителството стои федерален канцлер.